# Ливерпульский аэропорт имени Джона Леннона

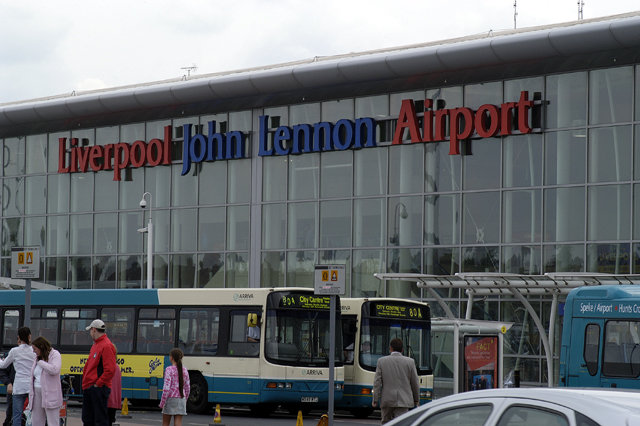
Терминал Аэропорта

Международный аэропорт Ливерпуль имени Джона Леннона (англ. Liverpool John Lennon Airport; ИАТА: LPL, ИКАО: EGGP) — аэропорт английского города Ливерпуль. Ранее носил названия Аэропорт Спеке и RAF Speke, аэропорт находится рядом с устьем реки Мерси, в 12 км к юго-востоку от центра Ливерпуля.
В последние годы является одним из самых быстрорастущих аэропортов Европы, пассажирооборот увеличился с 875 тыс. в год в 1998 до 5,46 млн в 2007. В 2007 году рост составил 10,1 %. В мае 2007 года впервые было обслужено 500 тыс. пассажиров в месяц.
Ливерпульский аэропорт имеет Лицензию Аэродрома (номер P735), которая разрешает пассажироперевозки и обучение лётчиков.

## История
Построенный на землях, принадлежащих Спеке Холл, Аэропорт Спеке (как он первоначально назывался) начал обслуживать регулярные рейсы в 1930, первой регулярной авиакомпанией стала Imperial Airways, которая осуществляла рейсы через аэропорт Бартон (Манчестер), в лондонский аэропорт Кройдон. Однако официальное открытие аэропорта состоялось только летом 1933. К концу 1930-х в связи с увеличением воздушного трафика из Ливерпуля через Ирландское море, был построен пассажирский терминал, контрольно-диспетчерский пункт и два больших ангара.
Во время Второй мировой войны, аэропорт использовался Королевскими ВВС и назывался РАФ Спеке. На аэродроме находилась секретные фабрики компании Rootes, которая строила бомбардировщики Bristol Blenheim и компании Handley Page, которая построила 1 070 Halifax. Производившиеся Lockheed Aircraft Corporation Hudson и P-51 Mustang доставлялись в Ливерпульские доки транспортами из США. Спеке был свидетелем, как считается, самого быстрого результативного воздушного боя в Битве за Британию и, возможно, за всю историю. Командующий Эскадрильей Денис Гиллам взлетел на своём Hawker Hurricane из Спеке на перехват Junkers 88, следующих недалеко от аэродрома. Он успел сбить один из бомбардировщиков до того, как убралось шасси. Этот момент запечатлён на картине Роберта Тейлора «Самая быстрая победа».

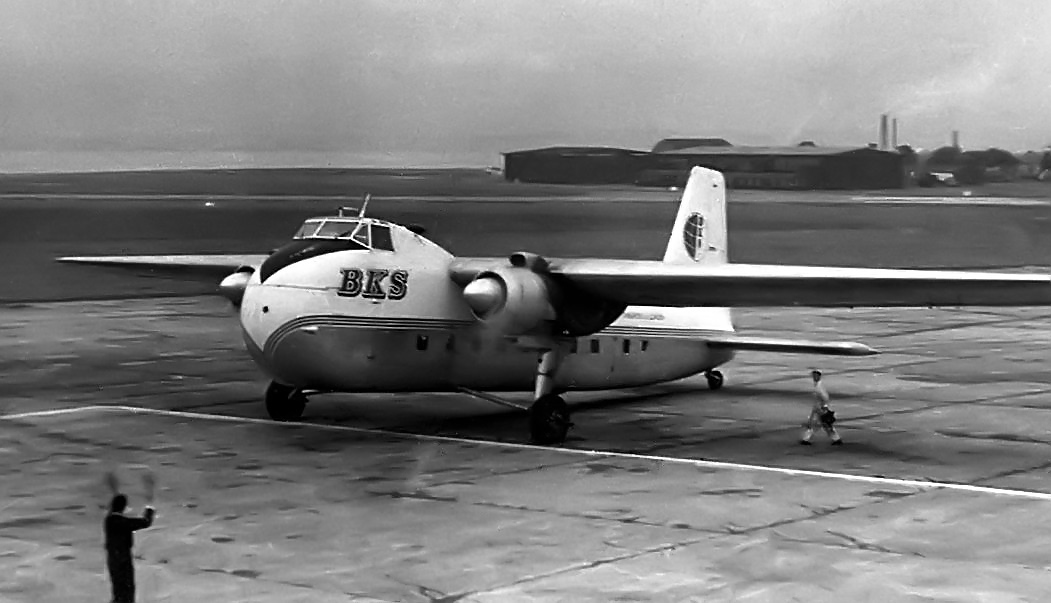
Bristol Freighter в аэропорту Ливерпуля в 1961

В 1966 была открыта новая взлетно-посадочная полоса длиной 2300 м к юго-востоку от летного поля. Она позволило аэропорту работать круглосуточно и оставаться востребованным до настоящего времени. Управление аэропортом перешло от Liverpool Corporation к Совету Графства Мерсисайд в середине 1970-х а затем, десять лет спустя, к пяти Советам Мерсисайда после упразднения Совета Графства Мерсисайда. Новый современный пассажирский терминал, находящийся рядом со взлетно-посадочной полосой в южной части лётного поля был открыт в 1986, старое здание терминала прекратило функционировать.
Первое здание терминала в стиле ар-деко, построенное в 1930-х, запечатлённое на киноплёнке с заполненными фанатами The Beatles террасами, оставалось пустующим в течение более чем десятилетия после начала работы нового терминала в 1986 году. Тем не менее, здание было отремонтировано и переделано в гостиницу сети Marriott International (Marriott Liverpool South Hotel), при этом здание находится в списке архитектурного наследия Великобритании. Некоторые участки перронов и рулёжных дорожек рядом с терминалом сохранились, они используются в качестве автомобильных стоянок, также там находится корпус списанного пассажирского самолёта. Большая часть остальной части участка планируется застраивать начиная с 2008.

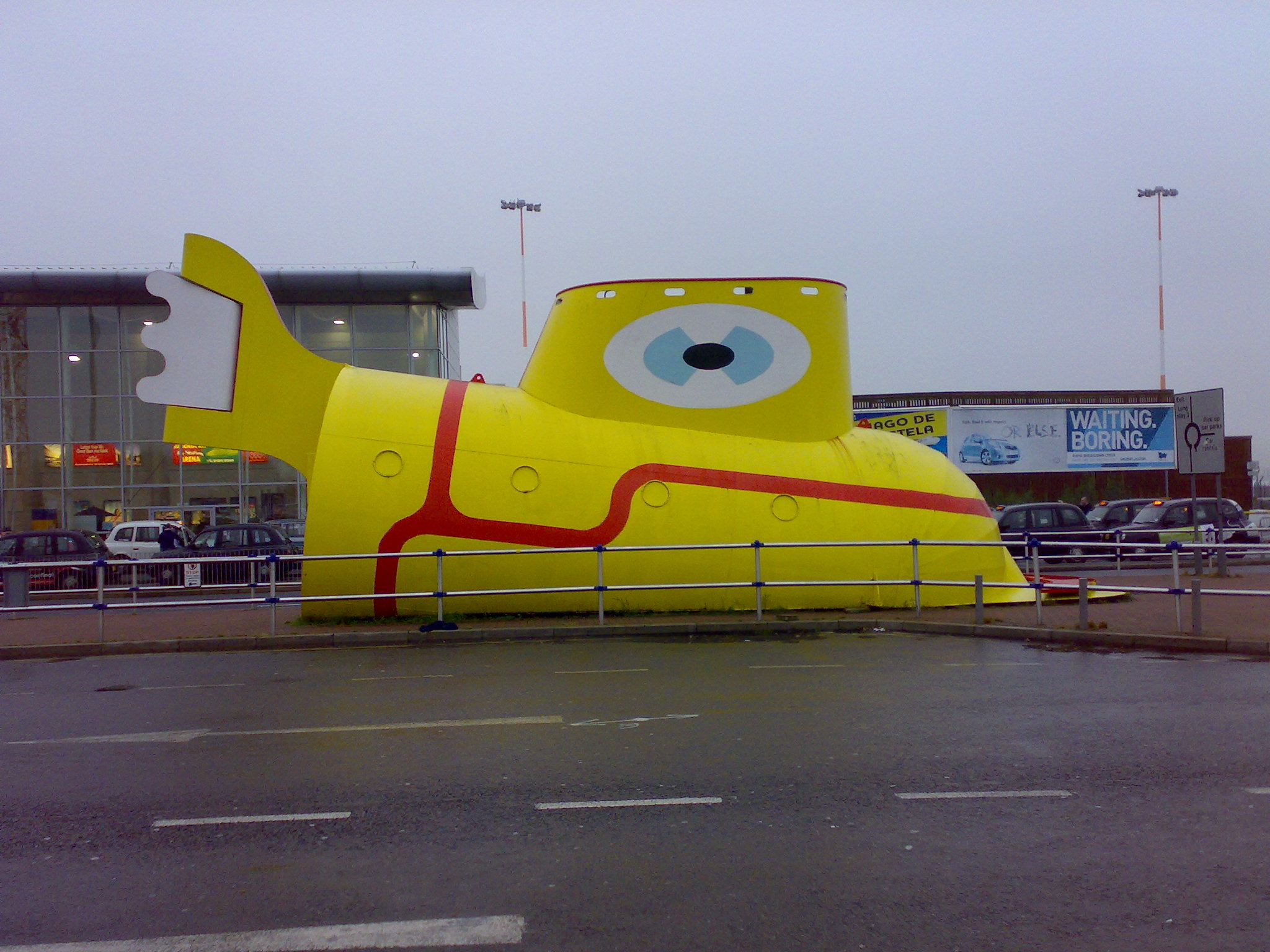
Жёлтая подлодка в аэропорту Ливерпуля в 2007 году

В 1990 собственность аэропорта была приватизирована, British Aerospace получил 76-процентный пакет акций в новой компании. Впоследствии аэропорт полностью перешёл в собственность филиала Peel Holdings Ltd. В 2000 началась работа над новым современным пассажирским терминалом стоимостью 42,5 млн фт. ст., размер терминала и его пропускная способность утроились. Эти работы были закончены в 2002, и с тех пор был произведён ряд усовершенствований. Сегодня стратегия аэропорта состоит в обслуживании в большей мере бюджетных авиакомпаний.
В 2002 году аэропорт был переименован в честь знаменитого уроженца Ливерпуля Джона Леннона, через 22 года после смерти музыканта. 2,1-метровая бронзовая статуя Джона Леннона стоит перед залом регистрации. На крыше написан девиз аэропорта, строка из песни Леннона Imagine: Above us only sky (Над нами только небо).
В 2005 году на островке безопасности во входе в аэропорт в честь The Beatles была установлена «Жёлтая подлодка», крупномасштабное произведение искусства.

## Статистика
| \| 1997 \| 689 468 \| 28 521 \| \| 1998 \| 873 172 \| 28 585 \| \| 1999 \| 1 304 959 \| 27 064 \| \| 2000 \| 1 982 711 \| 32 442 \| \| 2001 \| 2 253 398 \| 30 510 \| \| 2002 \| 2 835 871 \| 32 764 \| \| 2003 \| 3 177 009 \| 38 760 \| \| 2004 \| 3 353 350 \| 39 736 \| \| 2005 \| 4 411 243 \| 49 341 \| \| 2006 \| 4 963 886 \| 47 792 \| \| 2007 \| 5 463 234 \| 45 773 \| \| Источник: United Kingdom Civil Aviation Authority[англ.] \| \| \| |                 |                            |
| | Пассажирооборот | Количество взлётов-посадок |
| 1997 | 689 468         | 28 521                     |
| 1998 | 873 172         | 28 585                     |
| 1999 | 1 304 959       | 27 064                     |
| 2000 | 1 982 711       | 32 442                     |
| 2001 | 2 253 398       | 30 510                     |
| 2002 | 2 835 871       | 32 764                     |
| 2003 | 3 177 009       | 38 760                     |
| 2004 | 3 353 350       | 39 736                     |
| 2005 | 4 411 243       | 49 341                     |
| 2006 | 4 963 886       | 47 792                     |
| 2007 | 5 463 234       | 45 773                     |
| Источник: United Kingdom Civil Aviation Authority |                 |                            |

## Реконструкция взлётно-посадочной полосы
В сентябре 2006 началась реконструкция главной взлетно-посадочной полосы Ливерпуля. Взлетно-посадочная полоса была открыта герцогом Эдинбургским в 1966, и это был первый раз, когда взлетно-посадочная полоса была реконструирована (до этого только ремонтировалось покрытие). Кроме ремонта самой взлетно-посадочной полосы была модернизирована система освещения летного поля с новой системой, в итоге взлётно-посадочная полоса стала соответствовать стандартам Категории III. Также были проведены ремонтные работы покрытия рулёжных дорожек.

## Авиакомпании
Аэропорт обслуживает и регулярные, и чартерные рейсы. В аэропорту обслуживаются следующие авиакомпании:

### Регулярные авиакомпании
- easyJet
- Loganair
- Ryanair
- Wizz Air

### Чартерные авиакомпании
- First Choice Airways (сезонные рейсы)
- MyTravel Airways (сезонные рейсы)
- Thomsonfly (сезонные рейсы)

### Грузовые авиакомпании
- TNT Airways

## Транспорт
Аэропорт связан с автодорогами M53, M56, M57 и M63. Автобан Ноусли соединяет Ноусли, Прескот и Хьютон с Бульваром Спеке.
Вместимость паркинга на сегодняшний день недостаточна; новые стоянки на сегодняшний день находятся в состоянии строительства.
В аэропорту нет собственной железнодорожной станции. Ближайшая станция — в Ливерпуль Саус Парквэй, к которой есть регулярные автобусные маршруты из аэропорта. Со станции железнодорожные составы идут в центр Ливерпуля, Кросби, Хантс Кросс и Сауспорт, в пригороде функционирует сеть Merseyrail, в Манчестер и Бирмингем можно попасть поездом National Rail.
Есть также регулярное автобусное сообщение, связывающие аэропорт с центром Ливерпуля и с Манчестером . Услуги такси доступны в аэропорту, однако существует взаимная напряженность между водителями такси и властями аэропорта, поскольку власти аэропорта требуют от водителей 2 500 фт. в год за право работы в аэропорту .